# 米山寺 (柏崎市)
米山寺（べいざんじ）は、かつて新潟県上越市にあった臨済宗の寺院であった。山号は医王山。

## 歴史

### 十刹
雪心宗安を開山とし、1492年延徳4年）十刹に列せられた。。米山寺が廃寺となった年は判っていない。